# Alois Vicherek
Alois Vicherek (20. června 1892, Petřvald – 15. ledna 1956, Praha) byl český vojenský letec, důstojník, účastník první a druhé světové války.

## Mládí
Byl páté dítě z 12 dětí havířské rodiny Jana a Aloisie Vicherkových. Když v páté třídě obecné školy splnil povinnou školní docházku, dostal již v březnu 1906 tzv. úlevu z důvodu vynikajícího prospěchu. Po dobu 8 měsíců pracoval u zedníků, poté 5 měsíců vyvážel rubaninu jako tzv. táčkař na dole Alpinka v Porubě, dnešní Orlové. Následně pracoval v zámečnické firmě jako učeň strojního zámečnictví. Při učení v letech 1907–1910 absolvoval s vynikajícím prospěchem večerní pokračovací školu v Orlové. Na důl Alpinka se vrátil jako strojní zámečník, kde měl na starosti údržbu důlních strojů. Od 13. září 1911 studoval na dvouroční státní průmyslové škole mistrovské v Brně, obor  strojnický a elektrotechnický, ale přes prázdniny pracoval na svém původním pracovišti. Po úspěšném ukončení průmyslové školy už na důl Alpinka nenastoupil, protože si našel místo konstruktéra ve firmě Orlovská strojírně a slévárna v Porubě. Strojírna však zastavila výrobu a Alois Vicherek přešel do firmy Elektromotor – Erich Roučka Blansko, kde pracoval jako konstruktér na konstrukcích elektrických měřicích přístrojů a transformátorů.
V roce 1915 byl odveden do rakouské armády a odešel na východní frontu. Dne 21. července 1916 se dostal do ruského zajetí a dne 1. srpna 1917 vstoupil do Československého vojska na Rusi. Jako příslušník legií v rámci 5. pěšího pluku střeleckého T. G. Masaryka se zúčastnil bojů proti bolševikům na Sibiři . 

## Kariéra
V roce 1919 se stal leteckým důstojníkem a prováděl přesun letecké školy z Omska do Nikolsk Usurijska. Po návratu do vlasti působil v leteckém útvaru v Chebu. V roce 1922 působil s hodností kapitána u velitelství ústřední školy pro vzduchoplavbu. V letech 1924–1927 studoval na prestižní École Supérieure d'Aeronautique (Vysoká škola letecká) v Paříži, jediné svého druhu v Evropě, na které získal titul inženýra letectví a strojní mechaniky.
Jako sportovní letec získal v roce 1925 pět československých rekordů. V říjnu 1925 vykonal prezident ČSR, T. G. Masaryk oficiální návštěvu ve Francii. Tento let pilotoval škpt. Alois Vicherek a v Paříži byl francouzským prezidentem Doumerguem dekorován vyznamenáním "Chevalier de la Légion d'honneur“ (rytíř Řádu čestné legie).
Ve dnech 6.–7. června 1928 ustanovil světový rekord na uzavřené trati, kdy uletěl 2 500 km za 19:53 hod na letadle Avia BH-11b s motorem Walter 60HP. Na stejném letadle vystartoval 5. října 1928, aby se pokusil překonat světový rekord na přímé trati. Trasa vedla přes Polsko a pobaltské státy do Sovětského svazu a cílem mělo být město Omsk. Let skončil havárií ve sněhové bouři nedaleko města Bědnoděmjanovsk (Spassk), při které byl Vicherek zraněn. Přesto byl let s délkou 2011 km uznán jako platný světový rekord.
Dne 15. července 1933 byl povýšen na plukovníka. 1933 přešel na Ministerstvo národní obrany ČSR a v r. 1937 byl povýšen na brigádního generála.
V roce 1938 se zapojil do Slezského odboje a podílel se na odchodu českých vojenských letců do zahraničí přes Těšínsko do Polska a pak přes Slovensko, Maďarsko, Jugoslávii a Itálii do Francie a Anglie. Hrozilo mu bezprostřední zatčení Gestapem, a proto 15. ledna 1940 odešel do zahraničí. Stal se velitelem československého letectva ve Francii a poté ve Spojeném království. Začal používat krycí jméno Josef Slezák. V Anglii ho ve velení letectva nahradil gen. K. Janoušek, protože britské ministerstvo letectví mělo k osobě Aloise Vicherka výhrady. A. Vicherek žádal, aby byl jako prostý dobrovolník – pilot zařazen do bombardovací perutě, ale nebylo mu vyhověno.  V roce 1941 onemocněl těžkou trombózou, ale po třech měsících nemoc překonal.
V ČSR zůstala jeho žena Božena Vicherková, která byla v sedmém měsíci těhotenství, a dvouletá dcera. Po odchodu svého manžela pokračovala v ilegální činnosti, mimo jiné byla činná v odbojové skupině pplk. J. Mašína a kpt. V. Morávka. Dne 3. 7. 1942 byla zatčena a již 24. 10. 1942 zastřelena v koncentračním táboře Mauthausen. Děti se podařilo příbuzným zachránit.
V roce 1943 byl A. Vicherek pověřen výkonem funkce předsedy Československého Červeného kříže. Na jaře 1945 přešel na první osvobozená území Československa a v Košicích byl jmenován velitelem letectva a povýšen na divisního a poté na sborového generála. Za účast v I. i II. světové válce a v odboji obdržel mnohá vyznamenání. Po upevnění moci komunistů po únoru 1948 se stal faktickým velitelem letectva plk. J. Hanuš, člen KSČ.

## Selhání
Vicherek nebyl politicky angažován, avšak 15. ledna 1949 napsal dopis, ve kterém upozorňuje Bedřicha Reicina na zavilé nepřátelství západních letců proti Sovětskému svazu a jejich víru v obnovení kapitalistického řádu. Tato vstřícnost mu umožnila setrvat ve funkci další rok a půl. Na konci roku 1949 se účastnil spolu s Václavem Kopeckým, Ludvíkem Svobodou, Bedřichem Reicinem a sovětským velvyslancem M. A. Silinem slavnostního otevření Výstavy darů generalissimu Stalinovi k jeho 70. narozeninám.  O necelé dva měsíce později se za účasti stejných osob účastnil slavnostního zahájení výstavy  „Svět sovětů - okno do SSSR". Ve svých 58 letech byl penzionován se zachováním generálské hodnosti.
Zbyněk Miloš Duda ve své knize Agonie svědomí popisuje Aloise Vicherka jako kladného intelektuála, vojáka a vlastence, který až na samém vrcholu své moci a až v samém závěru života zradil své lidství, demokracii, svobodu i osobní ideály.

Měl problém sehnat zaměstnání a z existenčních důvodů byl nucen nastoupit jako laborant do pražského podniku Regula Nusle (původně 1918-50 ETA Nusle, 1950–64 Regula Nusle, potom ZPA Nusle v dnešní Bartoškově ulici, do roku 1948 ulice Dr. Engla v Praze XIV- Nuslích). Zemřel v Praze 15. ledna 1956 a byl pohřben bez vojenských poct.

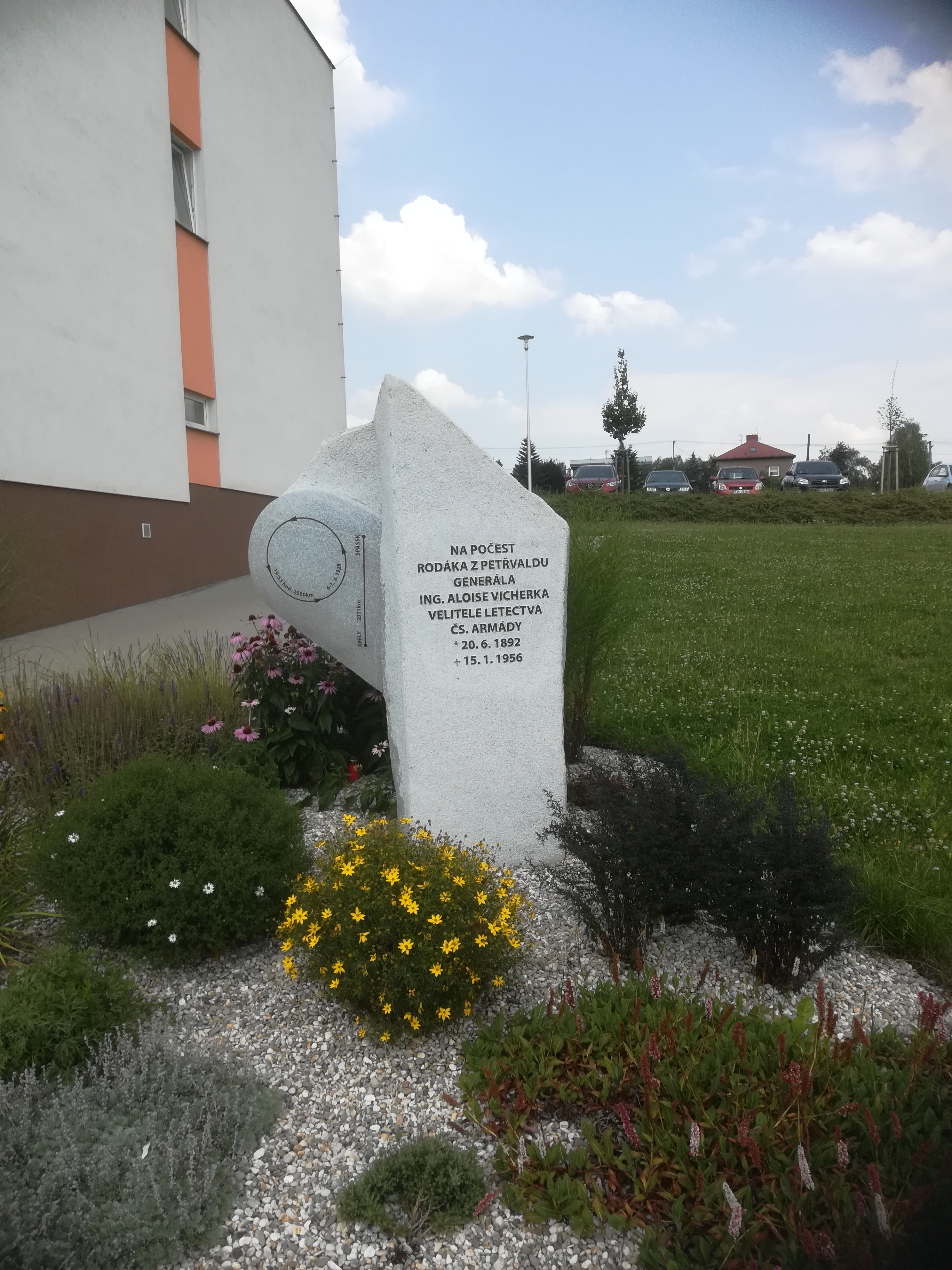
Památník Aloisu Vicherkovi

## Pocta
Dne 24. května 1947 přijal z rukou předsedy MNV Aloise Blacha diplom stvrzující čestné občanství Petřvaldu.
Na poctu generálovi Vicherkovi nechalo město Petřvald pojmenovat náměstí u radnice – náměstí Gen. Vicherka a zhotovit pomník.

## Vyznamenání
| Československý válečný kříž 1914–1918                                                                                                   | Československý válečný kříž 1914–1918                                                                                                   |
| Medaile vítězství | Československá medaile Vítězství (1919)                                                                                                 |
| Československá revoluční medaile | Československá revoluční medaile |
| Řád čestné legie, V. třídy – kavalír | Řád čestné legie, V. třídy – kavalír |
| Řád Polonia Restituta, III. třídy – Velitel                                                                                             | Řád znovuzrozeného Polska, III. třídy – Velitel                                                                                         |
| | Řád jugoslávské koruny, III. třídy |
| Croix de guerre 1939–1945 | Croix de guerre 1939–1945 |
| Československý válečný kříž 1939–1945 s lipovou ratolestí                                                                               | Československý válečný kříž 1939–1945 s lipovou ratolestí                                                                               |
| Řád britského impéria, V. třídy – člen                                                                                                  | Řád britského impéria, V. třídy – člen                                                                                                  |
| Československá vojenská medaile "Za zásluhy", I. stupně                                                                                 | Československá medaile za zásluhy, I. stupně                                                                                            |
| Československá vojenská pamětní medaile za službu v československé armádě v zahraničí se štítky Francie, Velká Británie a Sovětský svaz | Československá vojenská pamětní medaile za službu v československé armádě v zahraničí se štítky Francie, Velká Británie a Sovětský svaz |
| Britská hvězda 1939–1945 | Hvězda 1939–1945 |
| Britská medaile Za obranu | Britská medaile Za obranu |
| Britská válečná medaile 1939–1945 | Britská válečná medaile 1939-1945 |
| Medaile za vítězství nad Německem ve Velké vlastenecké válce 1941–1945                                                                  | Medaile za vítězství nad Německem ve Velké vlastenecké válce 1941–1945                                                                  |
| Řád čestné legie, III. třídy – komandér                                                                                                 | Řád čestné legie, III. třídy – komandér                                                                                                 |
| Československá medaile Za chrabrost před nepřítelem                                                                                     | Československá medaile Za chrabrost před nepřítelem                                                                                     |
| Jugoslávský řád bratrství a jednoty, I. třídy se zlatým věncem                                                                          | jugoslávský Řád bratrství a jednoty, I. třídy se zlatým věncem                                                                          |
| Řád Bílého lva, I. stupeň | Řád Bílého lva, I. stupeň |